# Jesse Lacey
Jesse Thomas Lacey (Levittown, 10 luglio 1978) è un musicista statunitense.
È il cantante del gruppo Brand New.

## Biografia
Oltre ad essere il cantante dei Brand New, Lacey suona la chitarra e scrive canzoni e testi per molte band.
Durante un concerto a St.Louis, Missouri, Lacey affermò che durante gli anni del liceo è stato convinto dal suo amico John Nolan a cominciare a suonare il basso. Prima dei Brand New, ha suonato nei The Rookie Lot, insieme al compagno Garrett Tierney bassista dei Brand New e il batterista Brian Lane, così come il futuro Brandon Reilly. In precedenza Lacey ha brevemente suonato la chitarra per i Taking Back Sunday. Due canzoni notevoli in cui lui si trova sono "Go On" e "Summer Stars" del Self-Titled Ep dei TBS.
Jesse Lacey ha stretti contatti con il musicista di Long Island John Nolan .Lacey ha frequentato la South Shore Christian School, con Nolan, che aveva precedentemente lasciato i TBS e creato la band Straylight Run. Jesse è anche un buon amico di Kevin Devine e Andy Hull dei Manchester Orchestra.
Jesse Lacey ha cantato i cori nei pezzi di Kevin Devine "Cotton Crush", "After Party", e "No One Else's Problem" dell'album 2005 Split the Country, Split the Street.
Nel 2007 Jesse fece un "solo tour" di 13 concerti con Kevin Devine e Grace Read .
Nell'estate del 2008, Jesse Lacey, fece un tour con Kevin Devine e Brian Bonz.
Nel 2007, Lacey suonò il basso nella canzone "Rocket" (insieme T.J. from Men, Women & Children) nell'album This Is a Landslide della band Intramural.
Jesse ha affermato che anche se gli piace parlare con la gente, preferisce non parlare della band e della sua vita privata, questo spiega perché non rilascia molte interviste.
È sposato con la stilista Andrea King.

## Influenze musicali
Ha affermato di essere un fan degli The Smiths Li ha accennati nella canzone "Mix Tape" nel loro primo album My Favourite Weapon.
Lo stile di scrivere i testi di Jesse è stato comparato a quello di Morrissey.
Lacey aveva anche scritto le parole "Hi Moz" nella sua chitarra durante un'apparizione al Jimmy Kimmel Live!
È anche un fan della band Neutral Milk Hotel, infatti ha affermato in certe interviste che il loro In the Aeroplane over the Sea è secondo lui "uno dei dischi più belli mai scritti". Nel 2009 al Glastonbury Festival, chiuse il set eseguendo "Oh Comely", sempre dell'album Neutral Milk Hotel, da solo sul palco.

## Strumentazione
Lacey è conosciuto per il fatto che suona diverse chitarre tra cui Fender Telecaster, Jazzmaster, una Rickenbacker 330, una Fender Cyclone e Squier Super-Sonic per i live, mentre in studio ne usa molte altre. Recentemente lui ha usato esclusivamente due Jazzmasters, una blu di accordatura standard, e l'altra nera accordata mezzo tono più basso. Entrambe le Jazzmasters hanno il loro ponte sostituto con un Mustang bridges e entrambe sono anche state munite di un buzzstop, ma le usa di riserva.
Le sue chitarre acustiche includono una Takemine acustica-elettrica, una Gibson Hummingbird, e diverse Taylor Acustiche-Elettriche. Il suo set di pedali consiste (o consisteva) in un Boss TU-2,  Vox Wah, Boss TR-2,Boss DD-2, Boss DD-5, Line6 DL4, ProCo Rat, MXR Blue Box, Ibanez TS9 Tube Screamer, Electro-Harmonix Holy Grail, Boss RV-5, Boss NS-2, e un Morley ABY selettore, tra tanti altri. Lui usa amplificatori multipli e combinazioni che includono un Marshall Super Lead, Vox AC30, Matchless Phoenix 35, Fender Hot Rod Deville 4x10,Fender Triple, Fender Twin Reverb e un Orange Rockerverb, i più dei quali sono suonati attraverso un THD Hot Plate.